# جیمز گوردون (گاتهام)
جیمز گوردون قهرمان اصلی مجموعه تلویزیونی گاتهام است. او توسط بن مک کینزی بازیگری شده‌است. او بر اساس شخصیتی به همین نام است که توسط بیل فینگر و باب کین ایجاد شده‌است، که در پانل اول کتاب کارآگاه کمیک شماره ۲۷ (مه ۱۹۳۹) حضور پیدا کرد.

## تجسم
در سپتامبر ۲۰۱۳ اعلام شد شبکه رسانه‌ای فاکس تصمیم به ساخت مجموعه تلویزیونی پیرامون زندگی جیمز گوردون (در ابتدای ورودش به دپارتمان پلیس گاتهام) و تعدادی از دشمنان بتمن (قبل از تبدیل شدن به شخصیت‌های ابرشروری که می‌شناسیم) گرفته‌است در فوریه ۲۰۱۴، فاکس اعلام کرد که بنجامین مک‌کنزی که با نام بن مک‌کنزی شناخته می‌شود، نقش اصلی این سریال را برعهده خواهد گرفت. وقتی در یک مصاحبه از نظر او دربارهٔ شخصیت جیمز گوردون سؤال شد، پاسخ داد: «او شخصیتی حقیقتاً راستگو است. او آخرین فرد درستکار در بین یک شهر پر از افراد بدذات است. او شخصیتی ضدقهرمان نیست، بلکه قهرمانی حقیقی است.»